# Republica de la Weimar
Republica de la Weimar (în germană Weimarer Republik) este numele dat de istorici Germaniei după Primul Război Mondial, care a fost prima democrație parlamentară din istoria Germaniei. Republica de la Weimar a existat între 1919 - 1933, de la proclamarea republicii, în urma Primului Război Mondial, și până la numirea lui Adolf Hitler în funcția de cancelar al Germaniei, la 30 ianuarie 1933.
Adunarea constituantă din 1919 s-a întrunit la Weimar, din cauză că la Berlin persistau luptele de stradă și instabilitatea generată de Liga Spartachistă, de orientare comunistă. Deși era o republică parlamentară, având în fruntea ei un președinte și nu un monarh, numele oficial al țării a rămas Deutsches Reich (Imperiul sau Reichul German).

## Evenimentele premergătoare
Guvernul provizoriu era dominat de socialiștii moderați. Aceștia nu erau de acord cu o transformare radicală a societății, ci voiau să pună la punct un sistem democratic și pluralist. Alegerile generale pentru o Adunare Constituantă prin vot universal (pentru întâia dată au votat acum și femeile) au fost anunțate pentru luna ianuarie 1919.
În toamna anului 1918, înfrângerea din Primul Război Mondial și mișcările revoluționare interne l-au determinat pe împăratul Wilhelm al II-lea să abdice și să plece în exil, în Olanda. Socialiștii au preluat puterea și au proclamat republica. Pentru a împiedica invadarea țării, ei au semnat armistițiul, atrăgându-și ostilitatea naționaliștilor, care refuzau să recunoască înfrângerea din Primul Război Mondial.

Harta Germaniei în perioada Republicii de la Weimar

În ianuarie 1919, spartakiștii, aripa stângă a socialiștilor, asemenea bolșevicilor ruși, au încercat să preia puterea. Cu ajutorul unor formații paramilitare credincioase guvernului, mișcarea spartakistă a fost înăbușită, iar conducătorii spartakiști Karl Liebknecht și Rosa Luxemburg au fost asasinați, după arestare. Săptămâna dintre 5 și 12 ianuarie 1919 este denumită „săptămâna sângeroasă”. O a doua insurecție va fi înăbușită la Berlin, în martie 1919.
În primăvara anului 1919, Adunarea Constituantă reunită la Weimar a adoptat o constituție care transforma Germania într-o democrație, o republică federală condusă de un parlament (Reichstag) și de un președinte ales prin vot universal. Noul guvern a fost imediat confruntat cu agitațiile politice atât de stânga, cât și de dreapta, precum și cu grava criză economică și socială.

## Evenimentele de după constituirea Republicii de la Weimar
Constituția, care a intrat în vigoare în septembrie 1919, a dat naștere unei republici federale și democratice, avându-l ca președinte pe social-democratul Friedrich Ebert. Germania a fost împărțită în 17 landuri, care aveau fiecare Adunarea lor constituantă aleasă, precum și guvernul lor de land. Landurile aveau anumite prerogative în domeniul poliției, al cultelor, culturii și educației. Cel care deținea adevărata putere era, însă, statul federal, putere care era împărțită între Parlament și președintele Republicii. 
Reparațiile de război impuse Germaniei, ocuparea bogatei zone Ruhrgebiet de către Franța, în 1923, dar și labila democrație au adus economia germană în pragul colapsului. Inflația a devenit galopantă și a izbucnit foametea. Republica, nepopulară chiar de la nașterea ei, a trebuit să facă față unor încercări de lovituri de stat, precum cea din 1920 a lui Wolfgang Kapp de la Berlin, sau cea din 1923, așa-zisul „puci” al lui Adolf Hitler de la München.
Între 1924 și 1929 Germania și-a regăsit o oarecare prosperitate, grație investițiilor americane și stabilizării monetare. Mareșalul Paul von Hindenburg, candidatul dreptei, a câștigat alegerile prezidențiale din 1925, în ciuda vârstei sale înaintate. Regimul s-a consolidat. Berlinul a revenit din nou la o viață intelectuală și artistică normală.

## Ultimii ani ai Republicii de la Weimar
Marea criză economică din anii 1929–1933 și creșterea influenței național-socialiștilor au schimbat, însă, radical situația. Șomajul a crescut enorm, lovind, în 1932, circa 6 milioane de germani. Societatea germană oscila între comuniști și naziști, adepții Partidului Muncitoresc German Național-Socialist (NSDAP), partidul nazist condus de Hitler. Comuniștii nu colaborau cu socialiștii din cauza înăbușirii în 1919 a insurecției spartakiste. Hitler a profitat de dezbinarea stângii, iar partidul său, fiind finanțat de mari industriași germani, precum Alfred Krupp, a câștigat (fără majoritate absolută) alegerile parlamentare din noiembrie 1932, și a emis pretenții la funcția de prim-ministru. La 30 ianuarie 1933 președintele Germaniei, von Hindenburg, l-a numit pe Hitler cancelar (Kanzler = prim-ministru). Spre deosebire de Mussolini, care a făcut presiuni "de stradă" pentru a ajunge la putere - prin Marșul asupra Romei -, Hitler a ajuns la putere pe căi legale, câștigând, la urne, alegerile.